# Paul Thillard
Paul Thillard, né le 19 mars 1911 à Arras (Pas-de-Calais) et mort le 17 août 1998 à Aressy (Pyrénées-Atlantiques), est un homme politique français.

## Détail des fonctions et des mandats

### Mandats parlementaires
- 25 novembre 1962 - 2 avril 1967 : député de la 2e circonscription des Hautes-Pyrénées ;
- 30 juin 1968 - 1er avril 1973 : député de la 2e circonscription des Hautes-Pyrénées.